# Valor esperado (mecánica cuántica)
En mecánica cuántica, el valor esperado es la esperanza matemática probabilista  del resultado (medida) de un experimento.  Se puede considerar como una media de todos los resultados posibles de una medida según lo ponderado por su probabilidad, y cuando no es el valor más probable de una medida; de hecho el valor esperado puede casi seguramente tener cero probabilidad de ocurrir (p. ej. medidas que solo producen valores enteros pueden tener una media no-entera).  Es un concepto fundamental  en todas las  áreas de mecánica cuántica.

## Definición operacional
Considerare un operador {\displaystyle A}. El valor esperado es entonces {\displaystyle \langle A\rangle =\langle \psi |A|\psi \rangle } en notación de Dirac con {\displaystyle |\psi \rangle }  un vector de estado normalizado.

## Formalismo en mecánica cuántica
En teoría cuántica, una configuración experimental es descrita por el observable {\displaystyle A} a ser medido, y el estado {\displaystyle \sigma } del sistema. El valor esperado de {\displaystyle A} en el estado {\displaystyle \sigma } está denotado cómo {\displaystyle \langle A\rangle _{\sigma }}.
Matemáticamente, es un operador autoadjunto en el espacio de Hilbert. En el caso más utilizado en mecánica cuántica, {\displaystyle \sigma } es un estado puro, descrito por normalized[lower-alpha 1] un vector {\displaystyle \psi } en el espacio de Hilbert. El valor esperado de {\displaystyle A} el estado {\displaystyle \psi } es definido como
(1)      {\displaystyle \langle A\rangle _{\psi }=\sum _{j}a_{j}|\langle \psi |\phi _{j}\rangle |^{2}}.
Si la dinámica es considerada, ya sea el vector {\displaystyle \psi } o el operador {\displaystyle A} es tomado como dependiente del tiempo, según si es usada la representación de Schrödinger o la representación de Heisenberg. La evolución del valor esperado no depende de esta elección, aun así.
Si {\displaystyle A} tiene un conjunto completo de vectores propios {\displaystyle \phi _{j}}, con valores propios {\displaystyle a_{j}}, entonces (1) puede ser expresada como
(2)      {\displaystyle \langle A\rangle _{\psi }=\sum _{j}a_{j}|\langle \psi |\phi _{j}\rangle |^{2}}
Esta expresión es similar a la media aritmética, e ilustra el significado físico del formalismo matemático: los valores propios  es los resultados posibles del experimento, y su coeficiente correspondiente  es la probabilidad  que este resultado ocurrirá;  es a menudo llamó la probabilidad de transición.{\displaystyle a_{j}}{\displaystyle |\langle \psi |\phi _{j}\rangle |^{2}}
Un caso particularmente simple surge cuando es una proyección, y por lo tanto solo tiene los valores propios 0 y 1. Esto corresponde físicamente a un tipo de experimento "sí-no". En este caso, el valor esperado es la probabilidad de que el experimento resulte en "1", y puede calcularse como
(3)      {\displaystyle \langle A\rangle _{\psi }=\|A|\psi \rangle \|^{2}}.
En teoría cuántica, también los operadores con espectro no discreto son en uso, como el operador de posición  en mecánica cuántica. Este operador no tiene valores propios, pero tiene un espectro completamente continuo. En este caso, el vector  puede ser escrito como complejo-función valorada  en el espectro de (normalmente  la línea real). Para el valor esperado del operador de posición, uno entonces tiene la fórmula{\displaystyle Q}{\displaystyle \psi }{\displaystyle \psi (x)}{\displaystyle Q}
(4)      {\displaystyle \langle Q\rangle _{\psi }=\int _{-\infty }^{\infty }\,x\,|\psi (x)|^{2}\,dx}.
Unos controles de fórmula similares para el operador de momento {\displaystyle P}, en sistemas donde  tiene espectro continuo.
Todas las fórmulas de arriba son válidas solo para estados puros {\displaystyle \sigma }. Prominentemente en termodinámica y óptica cuántica, también estados mixtos son de importancia; estos
están descritos por un operador de clase de traza {\displaystyle \rho =\sum _{i}\rho _{i}|\psi _{i}\rangle \langle \psi _{i}|}, el operador estadístico o la matriz de densidad. El valor esperado entonces puede ser obtenido como
(5)      {\displaystyle \langle A\rangle _{\rho }=\mathrm {Traza} (\rho A)=\sum _{i}\rho _{i}\langle \psi _{i}|A|\psi _{i}\rangle =\sum _{i}\rho _{i}\langle A\rangle _{\psi _{i}}}.

## Formulación general
En general, los estados cuánticos {\displaystyle \sigma } son descritos por funcionales lineales positivos normalizados en u conjunto de observables, matemáticamente a menudo tomado como un C* álgebra. El valor esperado de un observable {\displaystyle A} entonces es dado por
(6)      {\displaystyle \langle A\rangle _{\sigma }=\sigma (A)}.
Si el álgebra de observables actúa irreductiblemente en un espacio de Hilbert, y si {\displaystyle \sigma } es un funcional normal, es decir,  es continuo en la topología débil, entonces  puede ser escrito como
{\displaystyle \sigma (\cdot )=\mathrm {Traza} (\rho \;\cdot )}
Con un rastro positivo-operador de clase  de rastro 1. Esto da fórmula (5) encima. En el caso de un estado puro,  es una proyección a un vector de unidad . Entonces , el cual da fórmula (1) encima.{\displaystyle \rho }{\displaystyle \rho =|\psi \rangle \langle \psi |}{\displaystyle \psi }{\displaystyle \sigma =\langle \psi |\cdot \;\psi \rangle }
{\displaystyle A} es asumido como un operador autoadjunto. En el caso general, su espectro no será completamente discreto ni completamente continuo. Aun así, uno puede escribir en un descomposición espectral,
{\displaystyle A=\int a\,\mathrm {d} P(a)}
con una medida proyectada {\displaystyle P}. Para el valor esperado de {\displaystyle A} en un estado puro {\displaystyle \sigma =\langle \psi |\cdot \,\psi \rangle }, esto significa
{\displaystyle \langle A\rangle _{\sigma }=\int a\;\mathrm {d} \langle \psi |P(a)\psi \rangle },
los cuales pueden ser vistos como una generalización común de las fórmulas (2) y (4) arriba.
En las teorías no relativistas de un número finito de partículas (mecánica cuántica, en el sentido más estricto), los estados tomados son generalmente normales. Sin embargo, en otras áreas de la teoría cuántica, también estados no normales son usados, ellos aparecen, por ejemplo: en forma de estados KMS en mecánica cuántica estadística de medios extendidos infinitamente, y estados cargados en teoría cuántica de campos. En estos casos, el valor esperado es determinado solo por la fórmula más general (6).

## Ejemplo en espacio de configuración
Como un ejemplo, considerar una partícula mecánica cuántica en una dimensión espacial, en el espacio de configuración. Aquí el espacio de Hilbert es {\displaystyle {\mathcal {H}}=L^{2}(\mathbb {R} )}, el espacio cuadrado de funciones integrables sobre la línea real. Los vectores {\displaystyle \psi \in {\mathcal {H}}} están representados por funciones {\displaystyle \psi (x)}, llamadas funciones ondulatorias. El producto escalar está dado por {\displaystyle \langle \psi _{1}|\psi _{2}\rangle =\int \psi _{1}^{\ast }(x)\psi _{2}(x)\,\mathrm {d} x}. Las funciones de onda tienen una interpretación directa como distribución de probabilidad:
{\displaystyle p(x)dx=\psi ^{*}(x)\psi (x)dx}
da la probabilidad de encontrar la partícula en un intervalo infinitesimal de longitud {\displaystyle dx} alrededor de algún punto {\displaystyle x}.
Como un observable, considere el operador posición {\displaystyle Q}, que actúa sobre la funciones de onda {\displaystyle \psi } por
{\displaystyle (Q\psi )(x)=x\psi (x)}.
El valor esperado, o el valor medio de una medida, de {\displaystyle Q} llevada a cabo sobre un número muy largo de sistemas independientes estará data por
{\displaystyle \langle Q\rangle _{\psi }=\langle \psi |Q|\psi \rangle =\int _{-\infty }^{\infty }\psi ^{\ast }(x)\,x\,\psi (x)\,\mathrm {d} x=\int _{-\infty }^{\infty }x\,p(x)\,\mathrm {d} x}.
El valor esperado solo existe si la integral converge, lo cual no es el caso para todos los vectores {\displaystyle \psi }. Esto es porque el operador posición es sin restricciones, y {\displaystyle \psi } tiene que ser escogido desde su dominio de definición.
En general, la expectativa de cualquier observable puede ser calculada solo reemplazando {\displaystyle Q} por el operador indicado. Por ejemplo, para calcular el promedio del momentum, un uso del operador momentum en el espacio de configuraciones, {\displaystyle P=-i\hbar \,d/dx}. Explícitamente, su valor esperado es
{\displaystyle \langle P\rangle _{\psi }=-i\hbar \int _{-\infty }^{\infty }\psi ^{\ast }(x)\,{\frac {d\psi (x)}{dx}}\,\mathrm {d} x}.
No todos los  operadores en general proporcionan un valor medible. Un operador que tiene un valor esperado real puro se llama observable y su valor puede ser directamente medido en experimento.

### Lectura adicional
El valor esperado, en particular como se presentó en la sección "Formalismo en mecánica cuántica", está cubierto en los libros de texto más elementales en mecánica cuántica.
Para una discusión de aspectos conceptuales, véase:
- Isham, Chris J (1995). Lectures on Quantum Theory: Mathematical and Structural Foundations. Imperial College Press. ISBN 978-1-86094-001-9.

- Datos: Q2918589